# Climat des Hauts-de-Seine
Le climat des Hauts-de-Seine est très proche de celui du reste du Bassin Parisien avec un hiver doux, des pluies relativement fréquentes en automne, un printemps doux et des températures pas très élevées en été (24 °C). Il y règne un micro-climat de quelques degrés plus élevé que le reste de la partie nord de la France à cause de l'effet d'îlot de chaleur urbain observé sur l'ensemble de l'agglomération parisienne.

## Climat d'Antony
Le climat d'Antony est de type océanique dégradé. Les stations d'observation les plus utilisées pour la météorologie à Antony sont celles d'Orly et de l'aéroport de Vélizy-Villacoublay,, communes situées près d'Antony. Le climat dans les départements de la petite couronne parisienne est caractérisé par un ensoleillement et des précipitations assez faibles. Le tableau suivant permet de comparer le climat de la commune d'Antony avec celui de quelques grandes villes françaises :
| Ville             | Ensoleillement · (h/an) | Pluie · (mm/an) | Neige · (j/an) | Orage · (j/an) | Brouillard · (j/an) |
| ----------------- | ----------------------- | --------------- | -------------- | -------------- | ------------------- |
| Médiane nationale | 1 852                   | 835             | 16             | 25             | 50                  |
| Orly (Antony)     | 1 797                   | 615             | 16             | 20             | 31                  |
| Paris             | 1 717                   | 634             | 13             | 20             | 26                  |
| Nice              | 2 760                   | 791             | 1              | 28             | 2                   |
| Strasbourg        | 1 747                   | 636             | 26             | 28             | 69                  |
| Brest             | 1 555                   | 1 230           | 6              | 12             | 78                  |
| Bordeaux          | 2 070                   | 987             | 3              | 32             | 78                  |

Le tableau suivant donne les moyennes mensuelles de température et de précipitations pour la station d'Orly recueillies sur la période 1961-1990 :
| Mois                              | jan. | fév. | mars | avril | mai  | juin | jui. | août | sep. | oct. | nov. | déc. | année |
| --------------------------------- | ---- | ---- | ---- | ----- | ---- | ---- | ---- | ---- | ---- | ---- | ---- | ---- | ----- |
| Température minimale moyenne (°C) | 0,7  | 1,3  | 3    | 5,3   | 8,8  | 11,9 | 13,8 | 13,4 | 11,2 | 7,9  | 3,8  | 1,6  | 6,9   |
| Température moyenne (°C)          | 3,3  | 4,4  | 6,8  | 9,8   | 13,5 | 16,7 | 18,9 | 18,6 | 16   | 11,9 | 6,8  | 4,1  | 10,9  |
| Température maximale moyenne (°C) | 5,8  | 7,5  | 10,7 | 14,2  | 18,1 | 21,5 | 24   | 23,8 | 20,9 | 15,9 | 9,8  | 6,6  | 14,9  |
| Précipitations (mm)               | 51,9 | 44,8 | 50,8 | 46,6  | 57,8 | 50,5 | 50,1 | 46,5 | 52   | 53,2 | 58,1 | 53,1 | 615,4 |
| Humidité relative (%)             | 86   | 80   | 76   | 72    | 72   | 71   | 70   | 71   | 77   | 83   | 86   | 86   | 78    |

| Mois                     | jan. | fév. | mars | avril | mai | juin | jui. | août | sep. | oct. | nov. | déc. | année |
| ------------------------ | ---- | ---- | ---- | ----- | --- | ---- | ---- | ---- | ---- | ---- | ---- | ---- | ----- |
| Nombre de jours avec gel | 12,4 | 10,3 | 7    | 1,6   | 0   | 0    | 0    | 0    | 0    | 0,2  | 5,4  | 11,6 | 48,6  |

| Mois                                  | jan.       | fév.     | mars      | avril     | mai       | juin     | jui.      | août     | sep.     | oct.      | nov.      | déc.       |
| ------------------------------------- | ---------- | -------- | --------- | --------- | --------- | -------- | --------- | -------- | -------- | --------- | --------- | ---------- |
| Record de froid (°C) date du record   | −16,8 1985 | −15 1956 | −9,4 2005 | −4,3 1921 | −1,3 1957 | 3,2 1975 | 6,7 1922  | 5,6 1923 | 1,7 1952 | −3,9 1955 | −9,6 1921 | −13,3 1964 |
| Record de chaleur (°C) date du record | 16,5 2003  | 20 1990  | 24,5 1955 | 29,4 1949 | 35 1922   | 37 1947  | 39,2 1947 | 40 2003  | 33 1949  | 31,3 1921 | 20,1 1993 | 17,3 1989  |

## Climat de Boulogne-Billancourt
Comme celui de Paris et des départements de la petite couronne, le climat de Boulogne-Billancourt est de type océanique dégradé.
La station d'observation la plus utilisée pour la météorologie à Boulogne-Billancourt est celle de Paris-Montsouris, au sud de Paris, à proximité immédiate.
  Relevés Paris-Montsouris 1961-1990,
| Mois                                 | Janv | Fév  | Mars | Avr  | Mai  | Juin | Juil | Août | Sept | Oct  | Nov  | Déc  | Année |
| ------------------------------------ | ---- | ---- | ---- | ---- | ---- | ---- | ---- | ---- | ---- | ---- | ---- | ---- | ----- |
| Températures minimales moyennes (°C) | 2,0  | 2,6  | 4,5  | 6,7  | 10,1 | 13,2 | 15,2 | 14,8 | 12,6 | 9,4  | 5,2  | 2,9  | 8,3   |
| Températures moyennes (°C)           | 4,2  | 5,3  | 7,8  | 10,6 | 14,3 | 17,4 | 19,6 | 19,2 | 16,7 | 12,7 | 7,7  | 5,0  | 11,7  |
| Températures maximales moyennes (°C) | 6,3  | 7,9  | 11,0 | 14,5 | 18,4 | 21,6 | 23,9 | 23,6 | 20,8 | 16,0 | 10,1 | 7,0  | 15,1  |
| Moyennes de précipitations (mm)      | 55.0 | 45.4 | 52.2 | 49.5 | 62.0 | 53.2 | 58.3 | 46.0 | 52.9 | 54.9 | 57.0 | 55.1 | 53.5  |